# Institut für Meereskunde Kiel
Das Institut für Meereskunde in Kiel bestand vom 15. Juni 1937 bis zum 1. Januar 2004. Es war ein wesentlicher Baustein für die Geschichte der Meeresforschung in Kiel und in Deutschland, die mit Samuel Reyher 1697 begann und heute mit dem Helmholtz-Zentrum für Ozeanforschung Kiel fortgesetzt wird.

## Vorgeschichte
Die physikalisch-chemische Ozeanografie stand am Anfang der Kieler Meeresforschung, als Samuel Reyher, Professor der Christian-Albrechts-Universität zu Kiel (CAU), seine Ergebnisse zu Salzgehaltsänderungen in der vereisten Kieler Förde 1697 veröffentlichte. Andere meereskundliche Arbeiten von Kieler Wissenschaftlern folgten im Lauf des 18. und 19. Jahrhunderts. Der Philosophie-Professor Johann Nikolaus Tetens (1736–1807) befasste sich 1788 mit den Gezeiten der Nordsee, der Chemie-Professor Christoph Heinrich Pfaff (1773–1852) 1822 mit den hydrographischen und chemischen Bedingungen in der westlichen Ostsee und der Medizin-Professor Gustav Adolf Michaelis (1798–1848) mit optischen Effekten im Meer.
Systematische Meeresforschung begann aber erst später im 19. Jahrhundert mit meeresbiologischen Arbeiten vor allem des Zoologen Karl August Möbius (1825–1908), des Physiologen Victor Hensen (1835–1924), des Produktionsbiologen Karl Brandt (1854–1931) und des Zoologen Wilhelm Friedrich Georg Behn (1808–1878), der an der dänischen Galathea (Schiff, 1831)-Expedition (1845–1847) teilnahm. Expeditionen aus Kiel in die Ost- und Nordsee erfolgten mit dem S.M.Avisodampfer Pommerania (1871, 1872). und später mit dem Frachtdampfer Holsatia (1887, 1901/02). Die Gazelle des Hydrographischen Amts der Marine startete von Kiel zu einer Expedition (1874–1876) rund um die Welt. In Montevideo gab es ein Zusammentreffen mit der gleichzeitig (1872–1876) laufenden britischen Challenger-Expedition. Der Kieler Ozeanograph Gustav Karsten veröffentlichte 1888 die physikalischen Ergebnisse der Gazelle-Expedition. Die Plankton-Expedition in den Atlantik mit der „National“ 1889 startete ebenfalls von Kiel und war der Beginn deutscher Tiefsee-Expeditionen mit Kieler Wissenschaftlern.
Auch systematische physikalisch-chemische Meeresforschung begann in der zweiten Hälfte des 19. Jahrhunderts in Kiel. Zwei Persönlichkeiten sind besonders zu nennen. Der Hamburger Kaufmann und Industrielle Heinrich Adolph Meyer (1822–1889) brachte eine Gruppe der an Meeresforschung Interessierten zusammen. Dazu gehörte auch der Kieler Physiker Gustav Karsten (1820–1900), mit dem sich eine lange Zusammenarbeit entwickelte. Ab 1859 führte Meyer erste hydrographische Beobachtungen in der Kieler Förde durch und begann ab 1862 mit systematischen Messungen zur Untersuchung des Jahresgangs in der Ostsee. 1866 wurde er mit dem Ehrendoktor der Universität Kiel ausgezeichnet.
1870 wurde die Preußische Kommission zur wissenschaftlichen Untersuchung der deutschen Meere in Kiel gegründet. Meyer war Gründungsmitglied und Vorsitzender bis 1880, gefolgt von Karsten bis 1896. Auch Möbius und Hensen waren Mitglieder. Ziel war zunächst die Verbesserung der Fischerei. Aber man erkannte schnell, dass verbesserte Kenntnisse zur Hydrographie und neue Ansätze und Methoden dazu erforderlich waren. In der Folge spielte die Kieler Kommission eine wichtige Rolle in der Entwicklung der deutschen Meeresforschung. 1902 richtete die Kommission ein Laboratorium für die internationale Meeresforschung ein. Außerdem wurde der Geograph Otto Krümmel 1883 Professor an der CAU. Er trug wesentlich zu hydrographischen Beobachtungen bei und schrieb das erste Lehrbuch der Ozeanographie in deutscher Sprache. In der Universität Kiel wurde das Institut und Museum für Zoologie, von 1924 bis 1934 geleitet von Adolf Remane (1898–1976), zum Zentrum der meeresbiologischen Forschung. Daneben gab es in Kiel bahnbrechende Arbeiten zur Meeresakustik im Rahmen der Marine und der Industrie, insbesondere durch Alexander Behm (1880–1952), Hugo Lichte (1891–1963) und Karl Heinrich Hecht (1880–1961).

## Das Institut für Meereskunde (IfM)
Das Institut für Meereskunde (IfM) begann 1937 mit seinem Betrieb, nachdem die CAU beschlossen hatte, die Kieler Meeresforschung in einem Institut der Universität zusammenzufassen. Die Arbeiten der früheren Laboratorien der Kieler Kommission wurden in das neue Institut überführt. Das IfM war in eine biologische, eine hydrographisch-chemische und eine geologische Hauptabteilung gegliedert. Neben der fachbezogenen Arbeit wurde auch eine interdisziplinäre Zusammenarbeit angestrebt. Untersuchungen in der Ostsee sollten zunächst im Mittelpunkt stehen, aber nicht auf diese Region beschränkt bleiben. Ein Institutsgebäude wurde in Kitzeberg auf dem Ostufer der Kieler Förde bereitgestellt. Remane war von 1937 bis 1944 Direktor des IfM. Der Meereschemiker Hermann Wattenberg (1901–1944) wurde am 1. Mai 1944 sein Nachfolger. Er starb am 24. Juli 1944 mit acht Mitarbeitern bei einem Bombenangriff, der das Institutsgebäude zerstörte.
Bereits kurz nach dem Ende des Zweiten Weltkriegs begann 1946 wieder die Arbeit im IfM. Georg Wüst (1890–1977) wurde Professor für Ozeanographie und Meteorologie der CAU und Direktor des Instituts für Meereskunde der Universität Kiel. Er hatte im „Institut und Museum für Meereskunde (Berlin)“ wegweisende Arbeiten zur ozeanischen Zirkulation durchgeführt. Es gelang ihm, frühere Mitarbeiter zurückzuholen, ein Institutsgebäude in einer alten Villa auf dem Kieler Westufer und einen Forschungskutter zu erhalten, die Lehre zu beginnen und mit insgesamt 15 Mitarbeitern Forschungsarbeiten in der Ostsee zu starten. Nach Wüsts Emeritierung wurde Günter Dietrich (1911–1972) sein Nachfolger. Auch er hatte früher im Berliner Institut für Meereskunde gearbeitet. Die Zahl der Mitarbeiter wuchs schnell, und die Erfahrungen und Forschungsinteressen von Wüst und Dietrich verstärkten die zunehmende wissenschaftliche Orientierung des IfM auf den tiefen Ozean, vor allem in der physikalisch-chemischen Forschung. Das IfM wurde in diesen Jahren zum führenden Meeresforschungsinstitut in der Bundesrepublik Deutschland und zum wissenschaftlichen Nachfolger des nicht mehr existierenden Berliner Instituts für Meereskunde in Forschung und Lehre. Der formale Nachfolger des Berliner Museums für Meereskunde heißt heute Deutsches Technikmuseum Berlin.
Ein Meilenstein in der Entwicklung des IfM war die Inbetriebnahme der neuen Meteor (Schiff, 1964), wissenschaftlich gesteuert durch die Deutsche Forschungsgemeinschaft, bereedert durch das Deutsche Hydrographische Institut (siehe Bundesamt für Seeschifffahrt und Hydrographie) und genutzt von allen westdeutschen Meeresforschungsgruppen. Die erste große Expedition 1964/65 unter Führung und starker Beteiligung der Kieler Meeresforscher war Teil der International Indian Ocean Expedition im Roten Meer, im Indischen Ozean und im Persischen Golf.
Der Finanzbedarf des IfM wuchs mit den Aufgaben, und eine Finanzierung im Rahmen der CAU durch das Land Schleswig-Holstein wurde zunehmend schwieriger. Die Gesamtzahl der Mitarbeiter betrug inzwischen 124. Eine Mitfinanzierung durch die Bundesregierung wurde angestrebt. Am 3. Mai 1968 wurde aus dem Institut für Meereskunde der Universität das Institut für Meereskunde an der Universität als Mitglied der Bund-Länder-finanzierten Institute der Blauen Liste (später Leibniz-Gemeinschaft). Mit einer neuen Satzung wurde eine Kollegialverfassung eingeführt. Die Leitung des Gesamtinstituts erfolgte durch den geschäftsführenden Direktor und das Kollegium, welches aus den Leitern der zehn Abteilungen und zwei Vertretern der wissenschaftlichen Mitarbeitern bestand. Das Kollegium wählte aus dem Kreis der Abteilungsdirektoren jeweils für zwei Jahre einen geschäftsführenden Direktor des Instituts. Die Verbindung zur CAU blieb eng, alle Professoren wurden in gemeinsamen Kommissionen der Mathematisch-Naturwissenschaftlichen Fakultät und des IfM ausgewählt. Regelmäßige externe Begutachtungen der wissenschaftlichen Leistungen des Instituts stellten eine hohe wissenschaftliche Qualität sicher.
In den folgenden Jahren wurde das IfM zum Partner zahlreicher großer internationaler Forschungsprogramme. Viele Kieler Wissenschaftler arbeiteten zeitweise im Ausland, vor allem in den USA, und später war eine große Zahl ausländischer Forscher zu Gast im IfM. Die Zahl der Beschäftigten wuchs kontinuierlich weiter.
Parallel zum IfM hatten sich an der CAU meeresgeologische und geophysikalische Forschungsgruppen entwickelt. Ein Teil dieser Aktivitäten wurde ab 1987 in einem neuen geowissenschaftlichen Institut Geomar zusammengefasst und fortgeführt. Ende 2001 hatte Geomar insgesamt 153 Mitarbeiter. Das IfM war bis zu diesem Zeitpunkt auf 252 Mitarbeiter angewachsen. Mit dem Ziel, die Meereswissenschaften in Kiel organisatorisch zusammenzuführen und eine noch engere Zusammenarbeit zu ermöglichen, erfolgte zum 1. Januar 2004 die Zusammenfassung von IfM und Geomar zu IFM-GEOMAR als Institut der Leibnizgemeinschaft. Das Gesamtinstitut hatte Ende 2004 insgesamt 389 Mitarbeiter. Aus finanzpolitischen Erwägungen folgte dann am 1. Januar 2012 der Übergang zu einem überwiegend vom Bund finanzierten Institut der Helmholtz-Gemeinschaft, dem GEOMAR Helmholtz-Zentrum für Ozeanforschung Kiel.

## Geschäftsführende Direktoren des IfM
| Dienstzeit | Name                | Lebensdaten   |
| ---------- | ------------------- | ------------- |
| 1937–1944  | Adolf Remane        | * 1898 † 1976 |
| 1944       | Hermann Wattenberg  | * 1901 † 1944 |
| 1946–1959  | Georg Wüst          | * 1890 † 1977 |
| 1959–1968  | Günter Dietrich     | * 1911 † 1972 |
| 1968–1972  | Friedrich Defant    | * 1914 † 1990 |
| 1972–1976  | Gotthilf Hempel     | *1929         |
| 1976–1978  | Gerold Siedler      | *1933         |
| 1979–1982  | Bernt Zeitzschel    | *1937         |
| 1983–1988  | Wolfgang Krauß      | * 1931 † 2009 |
| 1989–1990  | Jan-C. Duinker      | *1934         |
| 1991–1994  | Dieter Adelung      | *1935 † 2022  |
| 1995–1996  | Friedrich A. Schott | * 1939 † 2008 |
| 1997–1998  | Bernt Zeitzschel    | *1937         |
| 1999–2000  | Peter Lemke         | *1946         |
| 2001–2003  | Jürgen Willebrand   | *1941         |

## Struktur des Instituts nach der Satzung vom 3. Mai 1968
| Abteilung                  | Abteilungsdirektor/Leiter (Stand: 1968) |
| -------------------------- | --------------------------------------- |
| Regionale Ozeanographie    | Günter Dietrich                         |
| Theoretische Ozeanographie | Wolfgang Krauss                         |
| Meeresphysik               | Gerold Siedler                          |
| Meereschemie               | Klaus Grasshoff                         |
| Maritime Meteorologie      | Friedrich Defant                        |
| Meeresbotanik              | Fritz Gessner                           |
| Meereszoologie             | Carl Schlieper                          |
| Fischereibiologie          | Gotthilf Hempel                         |
| Marine Planktologie        | Johannes Krey                           |
| Marine Mikrobiologie       | Gerhard Rheinheimer                     |

## Dekane
Aus dem Institut für Meereskunde waren folgende Mitarbeiter Dekane der Philosophischen bzw. Mathematisch-Naturwissenschaftlichen Fakultät der CAU:
| Zeitraum  | Name             |
| --------- | ---------------- |
| 1950–1952 | Georg Wüst       |
| 1965      | Günter Dietrich  |
| 1970–1971 | Wolfgang Krauss  |
| 1989–1991 | Dieter Adelung   |
| 1991–1992 | Gerold Siedler   |
| 1992–1994 | Bernt Zeitzschel |

## Forschungsschiffe des IfM
| Einsatzzeit  | Schiff                                                          |
| ------------ | --------------------------------------------------------------- |
| 1946–1966    | Forschungskutter Südfall (1958 umbenannt in Hermann Wattenberg) |
| 1966–1990    | Forschungsschiff Alkor                                          |
| 1966–1997    | Forschungsbarkasse Sagitta                                      |
| 1975 – heute | Forschungsschiff Littorina (Eigner CAU)                         |
| 1976 – 2019  | Forschungsschiff Poseidon                                       |
| 1990 – heute | Forschungsschiff Alkor (Nachfolgeschiff)                        |
| 1997 – heute | Forschungsbarkasse Polarfuchs                                   |

Außerdem wurden von IfM-Mitarbeitern und Mitarbeiterinnen Schiffe aus dem Pool größerer deutscher Forschungsschiffe häufig genutzt: Meteor, Meteor, Planet, Sonne, Polarstern, Maria S. Merian. Siehe auch die Liste deutscher Forschungsschiffe.

## Beteiligung des IfM an großen Forschungsprogrammen
Durch die Deutsche Forschungsgemeinschaft wurde die Finanzierung langfristig angelegter Sonderforschungsbereiche (SFBs) bereitgestellt. Das IfM war an mehreren SFBs, zum Teil federführend, beteiligt:
| Laufzeit  | Nummer  | Name                                                 |
| --------- | ------- | ---------------------------------------------------- |
| 1971–1985 | SFB 95  | Wechselwirkung Meer – Meeresboden                    |
| 1980–1995 | SFB 133 | Warmwassersphäre des Atlantiks                       |
| 1985–1998 | SFB 313 | Veränderungen der Umwelt: Der nördliche Nordatlantik |
| 1996–2006 | SFB 460 | Dynamik thermohaliner Zirkulationsschwankungen       |

Die Beteiligung an internationalen Forschungsprogrammen hatte am IfM eine große Bedeutung. Dazu gehörten unter anderem:
ICES Overflow ’73
ICES International Overflow Expedition 1960
International Indian Ocean Expedition, IIOE
Joint Air Sea Interaction Study, JASIN
BALTIC 75 Experiment
Global Atmospheric Research Program, GARP
GARP Atlantic Tropical Experiment, GATE
First InternationalBiomass Experiment, FIBEX, 1980/81
Joint Global Ocean Flux Study, JGOFS
World Ocean Circulation Experiment, WOCE

## Publikationen
1. ↑  
Adolf Remane, Hermann Wattenberg: Das Institut für Meereskunde der Universität Kiel. In: Kieler Meeresforschungen. 1938, 3, 1–16.
2. 1 2  
Andreas Villwock (Ed.): IFM-GEOMAR Report 2002-2004. Leibniz-Institut für Meereswissenschaften, Kiel 2005, A-2.1.
3. 1 2 3 4 5  
Walter Zenk, Gerold Siedler, Peter C. Wille, Gerd Wegner, Jörn Thiede, Volker Storch, Peter Speth, Eberhard Ruprecht, Manfred Ehrhardt, Bernt Zeitzschel: Early oceanography and the development of physical and chemical marine sciences in Kiel after World War II. In: Deutsches Schiffahrtsarchiv, Wissenschaftliches Jahrbuch des Deutschen Schiffahrtsmuseums- Bremerhaven 2018, 39, S. 29–93.
4. 1 2  
Jörn Thiede, William Hay, Michael Sarnthein, Priska Schäfer, Gerold Siedler, Peter Stoffers, Volker Storch, Erwin Suess, Roland von Huene, Peter Wille, Bernt Zeitzschel, Walter Zenk: From a Modest Start to a Flourishing Marine Research Environment: The Institutional Development of Marine Geosciences in Kiel/Germany after World War II. In: Deutsches Schiffahrtsarchiv, Wissenschaftliches Jahrbuch des Deutschen Schiffahrtsmuseums. Bremerhaven 2018, 39, S. 95–144.
5. ↑  
Gerd Hoffmann-Wieck: Das GEOMAR Helmholtz-Zentrum für Ozeanforschung Kiel und die Geschichte der Kieler Meereskunde. In: Auge, O. (ed.): Christian-Albrechts-Universität zu Kiel: 350 Jahre Wirken in Stadt, Land und Welt. Karl Wachholtz Verlag, Neumünster 2015, 699–723.
6. ↑  
Reyher, S. (Samuelis Reyheri, IC. & Mathematici Kiliensis) (1697): Experimentum novum, quo aquae marinae dulcado die VI, Februari anno 1697 examinata desceribetur. Kiliae Holsatorum, Geolog. 443. Sächsische Landesbibliothek - Staats- und Universitätsbibliothek Dresden. digital.slub-dresden.de.
7. ↑  
Gerhard Kortum: Samuel Reyer (1635–1714) und sein Experimentum Novum. In: Lohff, B., Kortum, G. Kredel, G., Trube, C., Ulrich, J. Wille, P.: 300 Jahre Meeresforschung an der Universität Kiel. Ein historischer Rückblick. Berichte aus dem Institut für Meereskunde, Kiel 1994, 246, 3–12.
8. 1 2  
Wolfgang Matthäus: Germany and the investigation of the Baltic Sea hydrography during the 19th and early 20th century. In: Meereswissenschaftliche Berichte. Warnemünde 2010, 83, S. 1–105.
9. ↑  
Gerhard Korturn, Karlheinz Paffen: Das Geographische Institut und die Meeres- und Küstenforschung in Kiel. In: Kieler Geographische Schriften, Kiel 1979, 50, S. 104.
10. ↑  
Karlheinz Paffen, Gerhard Korturn: Die Geographie des Meeres. In: Kieler geographische Schriften, Kiel 1984, 60, S. 33.
11. ↑  
Gerhard Kortum, Johannes Ulrich: Kieler Meeresforschung zur Kaiserzeit: Zum Leben und Werk von Otto Krümmel (1854–1917). In: Historisch-Meereskundliches Jahrbuch. 2005, 11, 141–156.
12. ↑  
Otto Krümmel: Handbuch der Ozeanographie. Band 1, 2. Auflage, Verlag von Engelhorns, Stuttgart 1907, 526 pp. (1. Auflage: O. Krümmel, 1884).
13. ↑  
Otto Krümmel: Handbuch der Ozeanographie. Band 2, 2. Auflage, Verlag von Engelhorns Nachf., Stuttgart 1911, 766 pp.(1. Auflage: G. v. Boguslawski, O. Krümmel, 1887).
14. ↑  
Sebastian A. Gerlach, Gerhard Kortum: Zur Gründung des Instituts für Meereskunde der Universität Kiel 1933 bis 1945. In: Historisch-Meereskundliches Jahrbuch. 2000, 7, 7–48.
15. ↑  
Gerhard Kortum: Berlins Bedeutung für die Entwicklung der Geographischen Meereskunde: das Vermächtnis der Georgenstraße. In: Berliner geographische Studien. 1987, 25, 133–156.
16. 1 2  
Victor K. McElheny: Revival of Oceanography in Germany. In: Science. 1964, 146, S. 45–48.
17. ↑  
Wolfgang Krauss: Günter Dietrichs Kieler Jahre (1959–1972). In: Christiana Albertina. Neumünster 1987, 24 N.F. S. 43–54.
18. ↑  
Georg Wüst, Curt Hoffmann, Carl Schlieper, Rudolf Kändler, Johannes Krey, R. Jaeger: Das Institut für Meereskunde der Universität Kiel nach seinem Wiederaufbau. In: Kieler Meeresforschungen. 1956, 22, 127–153.
19. ↑  
Günter Dietrich, Kurt Kalle: Allgemeine Meereskunde. Borntraeger, Berlin 1957, S. 1–492 (Russische Übersetzungen: V. Ju. Vespe, Leningrad 1961; N. N. Gorskij, Moskva 1962).
20. ↑  
Günter Dietrich, Kurt Kalle, Wolfgang Krauss, Gerold Siedler: Allgemeine Meereskunde. 3. Auflage, Borntraeger, Berlin 1975, S. 1–593.
21. ↑  
Günter Dietrich, Kurt Kalle, Wolfgang Krauss, Gerold Siedler: General Oceanography. 2. Auflage, translated by Susanne und Hans Ulrich Roll, John Wiley & Sons, New York 1980, S. 1–626.
22. 1 2  
Günter Dietrich, Gunther Krause, Eugen Seibold, Kurt Vollbrecht: Reisebericht der Indischen Ozean Expedition mit dem Forschungsschiff Meteor 1964-1965. In: Meteor Forschungsergebnisse. Reihe A, Allgemeines, Physik und Chemie des Meeres 1966, 1, 1–52.
23. 1 2  
Institut für Meereskunde an der Universität Kiel: Jahresbericht für das Jahr 1968. In: Kieler Meeresforschungen. 1969, 25, 1, A-3.
24. ↑  
Dieter Adelung: Die Geschichte des Instituts für Meereskunde an der Christian Albrechts-Universität zu Kiel. In: Jürgen Elvert, Jürgen Jensen, Michael Salewski (Hrsg.): Kiel, die Deutschen und die See. Historische Mitteilungen 1992, Beiheft 3, Steiner Stuttgart, 169–181. ISBN 3-515-06266-1.
25. ↑  
GEOMAR Jahresbericht/Annual Report 2001. GEOMAR Forschungszentrum für marine Geowissenschaften der Christian-Albrechts-Universität zu Kiel 2001, 199–208.
26. ↑  
Andreas Villwock (Ed.): Report 1999-2001. Institut für Meereskunde an der Universität, 2002, A3–A8.
27. ↑  
Günter Dietrich: Atlas of the Hydrography of the northern North Atlantic Ocean. International Council for the Exploration of the Sea (ICES), Copenhagen 1969, S. 1–140.
28. ↑  
Günter Dietrich: The international overflow expedition (ICES) of the Iceland-Faroe Ridge, May–June 1960, a review. In: Rapp. Roc. Verb. Cons. Inst. Explor. Mer. 1967, 157, 268–274.
29. ↑  
Gerold Siedler, Walter Zenk: JASIN 1978, Field activities on the research vessels "Meteor", "Planet" and "Poseidon" and the research aircraft D-CMET. In: Meteor Forsch.-Ergebn. 1980, A, 21, 25–48.
30. ↑  
Klaus Kremling, Harald Petersen: The distribution of Mn, Fe, Zn, Cd and Cu in Baltic seawater; a study on the basis of one anchor station. In: Marine Chemistry. 1978, 6.2, 155–170.
31. ↑  
Gerold Siedler: Das ozeanische Unterprogramm (GATE). In: Promet - Meteorologische Fortbildung. 1975, 5.4, 28–32.
32. ↑  
Gerhard Stäblein: Historische Aspekte der deutschen geowissenschaftlichen Polarforschung. In: Polarforschung. 1981, 51 (2), 219–225.
33. ↑  
Andreas Oschlies, Wolfgang Koeve, Véronique Garcon: An eddy-permitting coupled physical-biological model of the North Atlantic. Part II: Ecosystem dynamics and comparison with satellite and JGOFS local studies data. In: Global Biogeochemical Cycles 2000, 13, 135–160.
34. ↑  
Gerold Siedler, John Church, John Gould (eds.): Ocean Circulation and Climate - Observing and Modelling the Global Ocean. Academic Press, San Diego 2001, 736pp. (International Geophysics Series 77).
35. ↑  
Gerold Siedler, Stephen M. Griffies, John Gould, J., John A. Church (eds.): (2013) Ocean Circulation and Climate – A 21st Century Perspective. Volume 103, Elsevier - Academic Press, Amsterdam 904pp. (International Geophysics Series 103).